# 第二紀
| 累代        | 代     | 紀           | 基底年代 Mya |
| ----------- | ------ | ------------ | ------------ |
| 顕生代      | 新生代 | 第四紀       | 2.58         |
| 顕生代      | 新生代 | 新第三紀     | 23.03        |
| 顕生代      | 新生代 | 古第三紀     | 66           |
| 顕生代      | 中生代 | 白亜紀       | 145          |
| 顕生代      | 中生代 | ジュラ紀     | 201.3        |
| 顕生代      | 中生代 | 三畳紀       | 251.902      |
| 顕生代      | 古生代 | ペルム紀     | 298.9        |
| 顕生代      | 古生代 | 石炭紀       | 358.9        |
| 顕生代      | 古生代 | デボン紀     | 419.2        |
| 顕生代      | 古生代 | シルル紀     | 443.8        |
| 顕生代      | 古生代 | オルドビス紀 | 485.4        |
| 顕生代      | 古生代 | カンブリア紀 | 541          |
| 原生代      | 原生代 | 原生代       | 2500         |
| 太古代      | 太古代 | 太古代       | 4000         |
| 冥王代      | 冥王代 | 冥王代       | 4600         |
| 1. 2. 3. 4. |        |              |              |

第二紀（だいにき、Secondary period）は、かつて提唱された地質時代区分である。
1759年、イタリアの地質学者ジョヴァンニ・アルドゥイノが提唱した、第一紀、第二紀、第三紀の3紀（のちに第四紀が加わって4紀となった）のうち1つである。化石が出ない第一紀の次の、化石は出るが現生動物と比べて「洗練されておらず不完全」である時代とされた。
キリスト教的歴史観からは、ノアの大洪水の最中だと考えられた。ただしこれは、アルドゥイノの主張ではない。
現在の地質時代と正確に対応させることは難しいが、おおよそ古生代から中生代に相当する。化石や岩石が放射年代測定などの分類方法によって「古生代の岩石」や「中生代の化石」といった分類がされるようになると、「第二紀」という言葉は死語となっていった。また、アルドゥイノの主張では「化石は出るが現生動物と比べて洗練されておらず不完全」である時代とされたが、これらの化石種の中には現生種の直系の祖先と考えられている種や、現在の「生きている化石」と近縁とされる種も多く発見されている。